# 수임료
수임료(受任料, 영어: attorney's fee)란 송사과정에서 변호사가 받는 수수료를 뜻한다. 승소 배상료의 일부를 받는 방식이나 고정액을 받는 방식, 혹은 일한 시간에 비례에 받는 방식등 다양하다. 프로 보노활동의 경우 수임료 없이 사건을 맡기도 한다. 현재 미국에서는 민사사건에서 막대한 수임료를 쫓아 과다한 소송제기로 논란이 되고 있으며 사법개혁의 한 과제이기도 하다. 한국에서도 과도한 수임료로 논란이 되기도 하였다.

## 참고 문헌
1. ↑  한겨레 사설 2007-11-05 오후 06:39:02 79억원 수임료에 세금 한푼 못 물리는 나라